# Доровица (приток Вочи)
Доровица — река в России, протекает по Павинскому району Костромской области. Устье реки находится в 24 км от устья реки Вочь по левому берегу. Длина реки составляет 15 км, площадь водосборного бассейна — 41,4 км².
Исток реки находится в лесах в 15 км к северо-востоку от посёлка Павино. Река течёт сначала на восток, затем на юг. Верхнее течение проходит по ненаселённому лесу, в нижнем течении на берегах реки расположены деревни 1-я Грязучая и Доровица. Впадает в Вочь ниже деревни Доровица.

## Данные водного реестра
По данным государственного водного реестра России относится к Верхневолжскому бассейновому округу, водохозяйственный участок реки — Ветлуга от истока до города Ветлуга, речной подбассейн реки — Волга от впадения Оки до Куйбышевского водохранилища (без бассейна Суры). Речной бассейн реки — (Верхняя) Волга до Куйбышевского водохранилища (без бассейна Оки).
Код объекта в государственном водном реестре — 08010400112110000041257.